# Nati nel 1102
| Questa pagina contiene informazioni ricavate automaticamente dalle voci biografiche con l'ausilio del template Bio e di un bot. L'aggiornamento è periodico e automatico e ricostruisce completamente la pagina. Se manca una persona in questa lista, sei pregato di non aggiungerla, ma accertati piuttosto che la sua voce biografica contenga il template Bio e che i dati anagrafici siano correttamente compilati. Se il template Bio manca, inseriscilo tu stesso o, in alternativa, metti l'avviso {{tmp\|Bio}} che ne segnala la mancanza. Se i dati riportati sono sbagliati, correggi direttamente la voce biografica; le modifiche saranno visibili in questa lista entro pochi giorni. Per chiarimenti vedi il progetto biografie. La lista contiene solo le 9 persone che sono citate nell'enciclopedia e per le quali è stato implementato correttamente il template Bio. Pagina aggiornata al 26 apr 2025. |

- 7 febbraio - Matilde d'Inghilterra, regina († 1167)
- 11 agosto - Andrej di Perejaslav e Volinia, principe russo († 1141)
- 25 ottobre - Guglielmo Cliton, nobile normanno († 1128)
- Veera Ballala I, sovrano indiano († 1108)
- Enrico II della marca del Nord, nobile tedesco († 1128)
- Liang Hongyu, militare cinese († 1135)
- Mainardo I di Gorizia, conte († 1142)
- Pietro II di Tarantasia, vescovo cattolico e santo francese († 1174)
- Roger de Beaumont, II conte di Warwick, nobile († 1153)